# Lopușne, Izeaslav
Lopușne (în ucraineană Лопушне) este un sat în comuna Mîsleatîn din raionul Izeaslav, regiunea Hmelnîțkîi, Ucraina.

## Demografie
Componența lingvistică a localității Lopușne
     Ucraineană (100%)
Conform recensământului din 2001, toată populația localității Lopușne era vorbitoare de ucraineană (100%).